# Scenopinus arrectus
Scenopinus arrectus är en tvåvingeart som beskrevs av Kelsey 1975. Scenopinus arrectus ingår i släktet Scenopinus och familjen fönsterflugor.
Artens utbredningsområde är Western Australia. Inga underarter finns listade i Catalogue of Life.